# Minamino Takumi
Minamino Takumi (南野 拓実) (Oszaka, 1995. január 16. –) japán, válogatott labdarúgó középpályás, az AS Monaco játékosa.

## Pályafutása

### Klubcsapatokban

#### Cerezo Osaka
Minamino 12 esztendősen csatlakozott a Cerezo Osaka akadémiájához, gyors beilleszkedését pedig lendületes fejlődés követte. Az első csapatban olyan játékosok voltak, mint Kagava Sindzsi, Minamino pedig hamar velük egy edzésen találta magát, a felnőttek tréningjein pedig már fiatal kora óta jelen volt. 2012 augusztusában máris bekerült az első csapat keretébe, ez év november 17-én pedig első mérkőzését is lejátszotta. Első gólját a Császári Kupa negyedik fordulójában szerezte. A szezonban összesen öt találkozón lépett pályára, ezeken egy találatig jutott. A valódi áttörést a 2013-as év hozta el számára, ekkor ugyanis aláírta első profi szerződését, a csapatban pedig meghatározó játékossá vált. Első bajnoki gólját 2013 július 7-én szerezte, miután ismét betalált a kupában. Ekkoriban figyelt fel rá az európai topfutball, a Manchester United játékosai, és David Moyes vezetőedző gyakran illette dicsérő szavakkal. A szezonban végül 38 mérkőzésen játszott, és nyolc alkalommal talált be. A bajnokságban megkapta a Legjobb Újonc díjat, majd aláírta szerződése meghosszabbítását. A 2014-es idény során debütálhatott az AFC Bajnokok Ligájában is, a szezonban pedig 42 mérkőzésig jutott, és ismét nyolc gólt szerzett. Teljesítményével tovább fokozta az európai topcsapatok érdeklődését, számos klub kereste meg a nyári átigazolási időszak folyamán.

#### Red Bull Salzburg
2015. január 7-én az osztrák Red Bull Salzburghoz szerződött ahol egy 2018-ig szóló szerződést írt alá. Február 27-én debütált egy 3-1-re elvesztett Európa-liga-mérkőzésen a Villarreal ellen. Májusban első gólját is megszerezte az osztrákok színeiben, majd - az ő hathatós közreműködésével - a Salzburg történelme során először megnyerte a bajnokságot. A szezonban 14 meccsen 3 gólig jutott, státusza azonban erősödött az együttesen belül, és stabilizálta pozícióját. A következő, 2015-16-os idényben remek kezdést produkált, mindjárt a szezon elején megszerezte első találatát, majd az Európa Ligában is jól szerepelt. A csapat ismét megnyerte a bajnokságot. Összesen 40 találkozóig és 13 gólig jutott. A 2016-17-es szezonban első mesterhármasát is megszerezte, és az egész idényben folyamatosan jól teljesített - akárcsak a következőben. 2017-18-ban aláírta szerződése meghosszabbítását. A 2017-18-as szezonban csapatával bejutott az Európa-liga elődöntőjébe, miután kiejtették többek közt a Real Sociedad és a Borussia Dortmund csapatát is. Az elődöntőben a francia Olympique de Marseille 3-2-es összesítéssel jutott tovább, az átlético de madrid elleni májusi döntőbe. 2018. november 8-án mesterhármast szerzett a norvég Rosenborg ellen 5–2-re megnyert Európa-liga csoportmérkőzésen.
A Salzburggal öt alkalommal nyert bajnoki címet és négyszer emelhette magasba az Osztrák Kupa serlegét. A klub színeiben 199 tétmérkőzésen 64 gólt szerzett.

#### Liverpool
2019. december 17-én a Liverpool és a Salzburg mindenben megegyeztek a japán középpályás árát illetően, így az angol klub megvette Minaminót 7,25 millió font ellenében. December 18-án átesett a szükséges orvosi vizsgálatokon, szerződése 2020. január 1-jén lép életbe. 2019. december 19-én hivatalosan is bejelentették az érkezését. Január 5-én, az Everton ellen 1–0-ra megnyert FA-kupa-találkozón mutatkozott be új csapatában.
Augusztus 29-én, az Arsenal elleni Community Shield-mérkőzésen az 59. percben állt be csereként James Milner helyére, és megszerezte első gólját a Liverpoolban, majd a döntetlent követő büntetőpárbajban is eredményes volt. 2020. december 19-én, a Crystal Palace szerezte meg első bajnoki gólját a csapatban.

#### Southampton
2021. február 1-jén a szezon hátralevő részére a Southamptonhoz került kölcsönbe.

#### Monaco
2022. június 28-án jelentették be, hogy az AS Monaco csapatához igazolt 2026 nyaráig.

### A válogatottban
Válogatottbeli pályafutását a japán U17-es válogatottban kezdte, szerepelt a 2011-es U17-es labdarúgó-világbajnokságon, ahol négy mérkőzésen lépett pályára és Új-Zéland ellen gólt is szerzett.
2015. október 13-án debütált a japán felnőtt válogatottban egy barátságos mérkőzésen Irán ellen. Csereként állt be a 83. percben.
2016 augusztusában behívták a japán U23-as válogatott keretébe, amellyel részt vett a 2016-os riói olimpián, ahol három mérkőzésen játszott és egy gólt szerzett.
2018 decemberében Minamino egyike volt azoknak a játékosoknak akiket behívtak a felnőtt válogatottba, hogy részt vegyenek a 2019-es Ázsia-kupán. A Katar elleni döntőben gólt is szerzett, de csapata elvesztette a finálét, és ezüstérmesként zárta a tornát.

## Statisztika

### Klubcsapatokba
Frissítve: 2024. február 01.
|                |                |                |           |           |              |              |          |          |               |               |       |       |          |          |
| Klub           | Szezon         | Bajnokság      | Bajnokság | Bajnokság | Nemzeti kupa | Nemzeti kupa | Ligakupa | Ligakupa | Kontinentális | Kontinentális | Egyéb | Egyéb | Összesen | Összesen |
| Klub           | Szezon         | Liga           | Mérk.     | Gólok     | Mérk.        | Gólok        | Mérk.    | Gólok    | Mérk.         | Gólok         | Mérk. | Gólok | Mérk.    | Gólok    |
| Cerezo Osaka   | 2012           | J1 League      | 3         | 0         | 1            | 0            | —        | —        | —             | —             | —     | —     | 4        | 0        |
| Cerezo Osaka   | 2013           | J1 League      | 29        | 5         | 1            | 0            | 8        | 3        | —             | —             | —     | —     | 38       | 8        |
| Cerezo Osaka   | 2014           | J1 League      | 30        | 2         | 1            | 1            | 2        | 2        | 7             | 2             | —     | —     | 40       | 7        |
| Cerezo Osaka   | Összes         | Összes         | 62        | 7         | 3            | 1            | 10       | 5        | 7             | 2             | —     | —     | 82       | 15       |
| RB Salzburg    | 2014–15        | O. Bundesliga  | 14        | 3         | 2            | 0            | —        | —        | 1             | 0             | —     | —     | 17       | 3        |
| RB Salzburg    | 2015–16        | O. Bundesliga  | 32        | 10        | 6            | 2            | —        | —        | 2             | 1             | —     | —     | 40       | 13       |
| RB Salzburg    | 2016–17        | O. Bundesliga  | 21        | 11        | 5            | 3            | —        | —        | 5             | 0             | —     | —     | 31       | 14       |
| RB Salzburg    | 2017–18        | O. Bundesliga  | 28        | 7         | 4            | 1            | —        | —        | 12            | 3             | —     | —     | 34       | 11       |
| RB Salzburg    | 2018–19        | O. Bundesliga  | 27        | 6         | 5            | 3            | —        | —        | 13            | 5             | —     | —     | 45       | 14       |
| RB Salzburg    | 2019–20        | O. Bundesliga  | 14        | 5         | 2            | 2            | —        | —        | 6             | 2             | —     | —     | 22       | 9        |
| RB Salzburg    | Összes         | Összes         | 136       | 42        | 24           | 11           | —        | —        | 39            | 11            | —     | —     | 189      | 64       |
| Liverpool      | 2019–20        | Premier League | 10        | 0         | 3            | 0            | —        | —        | 1             | 0             | —     | —     | 14       | 0        |
| Liverpool      | 2020-21        | Premier League | 9         | 1         | 1            | 0            | 2        | 2        | 4             | 0             | 1     | 1     | 17       | 4        |
| Liverpool      | 2021-22        | Premier League | 11        | 3         | 4            | 3            | 5        | 4        | 4             | 0             | -     | -     | 24       | 10       |
| Liverpool      | Összes         | Összes         | 30        | 4         | 8            | 3            | 7        | 6        | 9             | 0             | 1     | 1     | 55       | 14       |
| Monaco         | 2022-23        | Ligue 1        | 18        | 1         | 1            | 0            | -        | -        | 6             | 0             | -     | -     | 25       | 1        |
| Monaco         | 2023-24        | Ligue 1        | 16        | 5         | 0            | 0            | -        | -        | -             | -             | -     | -     | 16       | 5        |
| Karrier összes | Karrier összes | Karrier összes | 262       | 59        | 36           | 15           | 17       | 11       | 61            | 13            | 1     | 1     | 372      | 99       |

### A válogatottban
Frissítve: 2024. február 02.
| Japán  | Japán         | Japán |
| Év     | Pályára lépés | Gól   |
| ------ | ------------- | ----- |
| 2015   | 2             | 0     |
| 2016   | 0             | 0     |
| 2017   | 0             | 0     |
| 2018   | 5             | 4     |
| 2019   | 15            | 7     |
| 2020   | 4             | 1     |
| 2021   | 9             | 4     |
| 2022   | 12            | 1     |
| 2023   | 4             | 0     |
| 2024   | 5             | 3     |
| Összes | 56            | 20    |

### Válogatott góljai
| #  | Dátum       | Helyszín                                                      | Ellenfél      | Gól | Eredmény | Kiírás                                     |
| -- | ----------- | ------------------------------------------------------------- | ------------- | --- | -------- | ------------------------------------------ |
| 1  | 2018.09.11. | Panasonic Stadion Suita, Szuita, Japán                        | Costa Rica    | 2–0 | 3–0      | 2018-as Kirin-kupa                         |
| 2  | 2018.10.12. | Denka Big Swan Stadion, Niigata, Japán                        | Panama        | 1–0 | 3–0      | 2018-as Kirin-kupa                         |
| 3  | 2018.10.16. | Saitama Stadion 2002, Szaitama, Japán                         | Uruguay       | 1–0 | 4–3      | 2018-as Kirin-kupa                         |
| 4  | 2018.10.16. | Saitama Stadion 2002, Szaitama, Japán                         | Uruguay       | 4–2 | 4–3      | 2018-as Kirin-kupa                         |
| 5  | 2019.02.01. | Zayed Sports City Stadion, Abu-Dzabi, Egyesült Arab Emírségek | Katar         | 1–2 | 1–3      | 2019-es Ázsia-kupa Döntő                   |
| 6  | 2019.09.05. | Kasima Stadion, Kasima, Japán                                 | Paraguay      | 2–0 | 2–0      | 2019-es Kirin-kupa                         |
| 7  | 2019.09.10. | Thuwunna Stadion, Rangun, Mianmar                             | Mianmar       | 2–0 | 2–0      | 2022-es labdarúgó-világbajnokság-selejtező |
| 8  | 2019.09.10. | Saitama Stadion 2002, Szaitama, Japán                         | Mongólia      | 1–0 | 6–0      | 2022-es labdarúgó-világbajnokság-selejtező |
| 9  | 2019.10.15. | Central Republican Stadion, Dusanbe, Tádzsikisztán            | Tádzsikisztán | 1–0 | 3–0      | 2022-es labdarúgó-világbajnokság-selejtező |
| 10 | 2019.10.15. | Central Republican Stadion, Dusanbe, Tádzsikisztán            | Tádzsikisztán | 2–0 | 3–0      | 2022-es labdarúgó-világbajnokság-selejtező |
| 11 | 2019.11.14. | Dolen Omurzakov Stadion, Biskek, Kirgizisztán                 | Kirgizisztán  | 1–0 | 2–0      | 2022-es labdarúgó-világbajnokság-selejtező |
| 12 | 2020.11.13. | Liebenauer Stadion,Graz,Ausztria                              | Panama        | 1–0 | 1-0      | Barátságos                                 |
| 13 | 2021.03.30. | Fukuda Denshi Aréna,Csiba,Japán                               | Mongólia      | 1-0 | 14-0     | 2022-es labdarúgó-világbajnokság-selejtező |
| 14 | 2021.05.28. | Fukuda Denshi Aréna,Csiba,Japán                               | Mianmar       | 2-0 | 10-0     | 2022-es labdarúgó-világbajnokság-selejtező |
| 15 | 2021.06.07. | Panasonic Stadion Suita, Szuita, Japán                        | Tádzsikisztán | 2-1 | 4-1      | 2022-es labdarúgó-világbajnokság-selejtező |
| 16 | 2022.02.01. | Saitama Stadion 2002, Szaitama, Japán                         | Szaúd-Arábia  | 1-0 | 2-0      | 2022-es labdarúgó-világbajnokság-selejtező |
| 17 | 2024.01.01. | Nemzeti Olimpiai Stadion,Tokió,Japán                          | Thaiföld      | 1-0 | 5-0      | Barátságos                                 |
| 18 | 2024.01.14. | Al-Thumama Stadion,Doha,Katar                                 | Vietnám       | 2-2 | 4-2      | 2023-as Ázsia-kupa Csoportkör              |

## Sikerei, díjai
- Red Bull Salzburg
  - Osztrák Bundesliga: 2014–15, 2015–16, 2016–17, 2017–18, 2018–19[26]
  - Osztrák ligakupa: 2014–15, 2015–16, 2016–17, 2018–19

- Liverpool
  - Premier League: 2019–20
  - Angol kupa: 2021–22
  - Angol ligakupa: 2021–22

## Fordítás
Ez a szócikk részben vagy egészben  a   Takumi Minamino című angol Wikipédia-szócikk fordításán alapul.  Az eredeti cikk szerkesztőit annak laptörténete sorolja fel. Ez a jelzés csupán a megfogalmazás eredetét és a szerzői jogokat jelzi, nem szolgál a cikkben szereplő információk forrásmegjelöléseként.